# NGC 4633
NGC 4633 (другие обозначения — IC 3688, ZWG 100.1, UGC 7874, ZWG 99.111, MCG 3-32-85, VCC 1929, KCPG 351A, PGC 42699) — спиральная галактика с перемычкой (SBd) в созвездии Волосы Вероники.
Этот объект входит в число перечисленных в оригинальной редакции «Нового общего каталога».
Галактика взаимодействует с соседней спиральной галактикой NGC 4634, заметно искривляя её плоскость.